# Erik Lindschöld
Erik Lindschöld (ur. 1634, zm. 1690) – hrabia i radca stanu Karola XI króla Szwecji, był również kanclerzem uniwersytetu w Lund.

## Twórczość
Napisał kilka psalmów, które wydrukowane zostały w oficjalnej księdze psalmów (svenska psalmböckerna) z roku 1695, m.in. jego psalm När jag uti min enslighet.
- Lindqvist, Ola, Jakob Gyllenborg och reduktionen 1680